# كاترينا (فلم)
'كاترينا (بالإنجليزية: Katrina) هو فيلم درامي جنوب أفريقي صدرَ عام 1969 من إخراج يانس راوتنباخ والسيناريو من تأليف إميل نوفل وبطولة كاتينكا هاينز وجيل كيركلاند ودون ليونارد. يستندُ الفيلم إلى مسرحيةٍ صدرت بعنوان جرِّب الأبيض (بالإنجليزية: جرب الأبيض) للكاتب دي وارنر. يُصوِّر الفيلم حياة عائلة من مواطني جنوب إفريقيا الملونين الذين يعيشونُ في ظلِّ نظام الفصل العنصري. لا تُعتبر العائلة سوداء ولا بيضاء، لكنّ كاترينا – وهي بطلةُ الفيلم – تُحاول الظهور دومًا باللون الأبيض كأنه لونها الأصليّ قبل أن ينكشف سرها.

## طاقم التمثيل
- كاتينكا هينز في دور أليدا برينك
- جيل كيركلاند في دور كاثرين/كاترينا وينترز
- دون ليونارد في دور كيمبرلي
- كوبوس روسو في دور آدم سبتمبر
- جو ستيواردسون في  الأب أليكس تريولين
- كاريل تريشاردت في دور السيد برينك